# Предпринимательская экосистема
Предпринимательская экосистема (англ. Entrepreneurship ecosystem) — сеть взаимодействия бизнес-агентов различной специализации, формируемые в определённых природно-хозяйственных, институциональных и иных условиях. К бизнес-агентам в России можно отнести несколько категорий: самозанятые, индивидуальные предприниматели, микро-, малые, средние и крупные предприятия.

## Происхождение термина
Понятие «экосистема» пришло в экономику из биологии (от др.-греч. οἶκος — жилище, местопребывание и σύστημα — система). В общем смысле подразумевается аналогия, по которой бизнес-агенты (фирмы) постоянно создаются и исчезают, занимают различные рыночные ниши, конкурируют и эволюционируют вместе со средой обитаний, как биологические виды.
Термин необходимо отличать от "бизнес-экосистемы", предложенный для описания процессов формирования бизнес-сетей, подчиненных единой цели и имеющих единый центр управления (ведущая или управляющая компания).

## Основные характеристики
Основные характеристики экосистем, которые требуют оценки в соответствии с системным подходом:
- плотность агентов;
- изменчивость (динамика);
- разнообразие;
- связанность.

Для оценки плотности могут использоваться отношения числа новых и молодых фирм к численности населения (рабочей силы), доля этих фирм в занятости, а также аналогичные показатели для высокотехнологичного сектора. Чем выше плотность агентов, тем выше потенциальный уровень взаимодействия, устойчивость системы, а соответственно выше уровень её развития.
Изменчивость можно измерить через динамику предпринимательской активности, мобильность рынка труда и долю быстрорастущих фирм. Более развитые экосистемы менее уязвимы для социально-экономических и иных шоков благодаря разнообразию и связанности сетей бизнес-агентов, при этом первыми реагируют на улучшение условий.
Разнообразие в рамках экосистемы предполагает учёт уровня диверсификации сектора МСП, доли технологически сложных отраслей.
Связанность экосистемы может определяться вовлеченностью фирм в деятельность организаций поддержки, плотностью рыночных институтов, долей «спин-оффов» крупных компаний

## Региональные предпринимательские экосистемы
В зависимости от географических, исторических и институциональных условий, сложившихся на определённой территории, формируются разные по структуре и функциям предпринимательские сообщества, выстраиваются связи различной интенсивности и разнообразия. Так, в ряде северных регионов России преобладают в экономике крупные сырьевые предприятия, доминирующие на рынках и не заинтересованные в развитии стартапов-конкурентов, а издержки ведения бизнеса ограничивают развитие малого массового бизнеса. В производственно-диверсифицированных регионах, наоборот, крупные заводы формируют вокруг себя пулы поставщиков. В инновационных центрах высока плотность технологических стартапов. В ряде южных регионов высоки инвестиционные риски, и предприниматели вынуждены уходить в теневой сектор, а в экономике преобладает бюджетный сектор и низкотехнологичные отрасли.

## Политические последствия
Различия между предпринимательскими экосистемами разных стран и регионов значительны и могут сохраняться десятилетиями и даже столетиями. Последнее сильно ограничивает возможности политики поддержки малых и средних предприятий, так как какие бы меры не реализовывались в регионах с изначально тяжелыми условиями для развития малого бизнеса и стартапов, вряд ли они будут эффективны.
Региональные экосистемы предпринимательства могут различным образом реагировать на кризисные явления и меры поддержки. Так, в регионах со слабым развитием гражданского контроля (независимые СМИ, НКО и т.д.) эффекты от поддержки или снижения регуляторной нагрузки могут быть слабыми или вовсе отрицательными. Например, снижение проверок бизнеса в регионах с низкой правовой культурой может вести к существенному снижению качества продукции и иным нарушениям прав потребителей. Страны и регионы со слабыми предпринимательскими экосистемами менее устойчивы по отношению к экономическим кризисам.

## Стартап-экосистема
В поддержке стартапов участвуют университеты и бизнес-школы, технопарки, грантовые программы, сообщества бизнес-ангелов и фонды, бизнес-инкубаторы и акселераторы, площадки для краудфандинга и акционерного краудфандинга, отраслевые конференции и конкурсы, профессиональное сообщество. Их совокупность и взаимосвязи создают «экосистему» как среду, условия для создания и развития новых компаний.
Около 44% стартапов в мировой выборке сосредоточены в Калифорнии и Массачусетсе – двух лучших предпринимательских экосистемах мира, сложившихся первоначально вокруг Стэнфордского и Массачусетского технологического университетов .

## Список литературы
1. ↑  Zoltán J. Ács, Erkko Autio, László Szerb. National Systems of Entrepreneurship: Measurement issues and policy implications // Research Policy. — 2014-04. — Т. 43, вып. 3. — С. 476–494. — ISSN 0048-7333. — doi:10.1016/j.respol.2013.08.016.
2. 1 2 3  Земцов С.П., Бабурин В.Л. Предпринимательские экосистемы в регионах России // Региональные исследования. — 2019. — № 2. — С. 4-14. Архивировано 11 января 2022 года.
3. ↑  Земцов С.П., Чепуренко А.Ю., Баринова В.А., Красносельких А.Н. Новая предпринимательская политика для России после кризиса 2020 года // Вопросы экономики. — 2020. — № 10. — С. 44-67. — doi:10.32609/0042-8736-2020-10-44-67. Архивировано 23 января 2022 года.
4. 1 2 3  Земцов С., Чепуренко А., Михайлов А. Вызовы пандемии для технологических стартапов в регионах России (рус.) // Форсайт. — 2021. — Т. 15, № 4. — С. 61–77. — doi:10.17323/2500-2597.2021.4.61.77. Архивировано 11 января 2022 года.
5. ↑  Michael Fritsch, Alina Sorgner, Michael Wyrwich, Evguenii Zazdravnykh. Historical shocks and persistence of economic activity: evidence on self-employment from a unique natural experiment // Regional Studies. — 2018-07-27. — Т. 53, вып. 6. — С. 790–802. — ISSN 1360-0591 0034-3404, 1360-0591. — doi:10.1080/00343404.2018.1492112.
6. ↑  Evgeny Yakovlev, Ekaterina Zhuravskaya. THE UNEQUAL ENFORCEMENT OF LIBERALIZATION: EVIDENCE FROM RUSSIA'S REFORM OF BUSINESS REGULATION // Journal of the European Economic Association. — 2013-07-24. — Т. 11, вып. 4. — С. 808–838. — ISSN 1542-4766. — doi:10.1111/jeea.12026.
7. ↑  Развитие малого и среднего предпринимательства в России в контексте реализации национального проекта. — Москва: Издательский дом «Дело», 2020. — 88 с. — ISBN 978-5-85006-202-6.
8. ↑  Земцов С.П., Михайлов А.А. Тенденции и факторы развития малого и среднего бизнеса в регионах России в период коронакризиса // Экономическое развитие России. — 2021. — Т. 28, № 4. — С. 34-45. Архивировано 11 января 2022 года.
9. ↑  Давид Цителадзе. Методология создания самоорганизуемой российской экосистемы инновационного бизнеса // Журнал «Инновации». — 2011. — № 6. Архивировано 14 октября 2019 года.
10. ↑  Eduardo Salido, Marc Sabás and Pedro Freixas. The Accelerator and Incubator Ecosystem in Europe (англ.). Telefónica Europe (2013). Дата обращения: 15 июня 2015. Архивировано 3 июня 2016 года.